# Bamileke

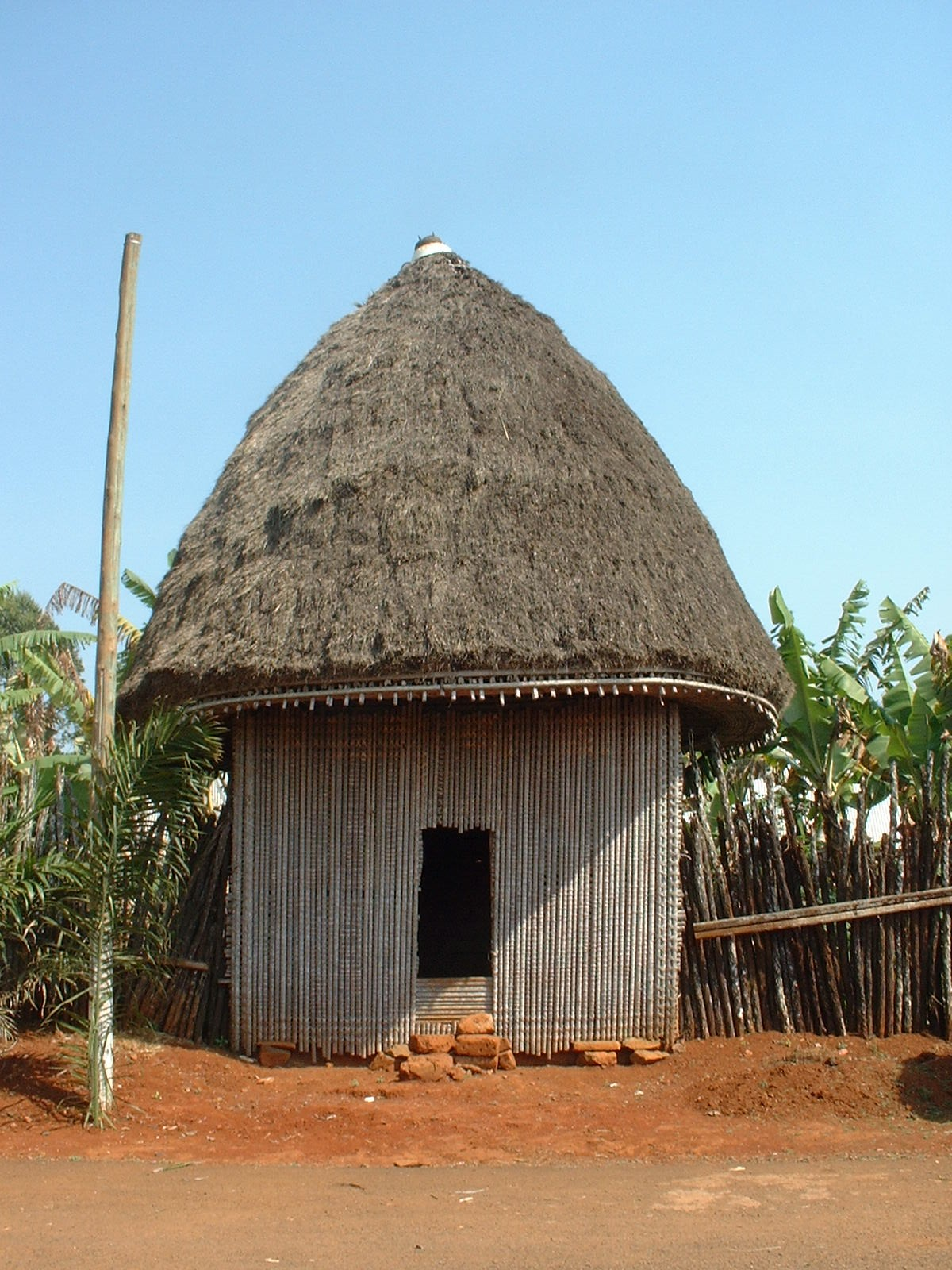
Een Bamileke-hut

De Bamilekes (Frans: Bamiléké) vormen een van de belangrijkste etnische groepen in Kameroen.
Ze vormen, met de Tikaren en de Bamoenen de "hemi-bantoe" groep.
Ze wonen in het westen van Kameroen.